# BLS Schifffahrt
Die BLS Schifffahrt AG (amtliche Initialen BLSSF) ist ein Ende 2021 gegründetes Schweizer Schifffahrtsunternehmen mit Sitz in Thun. Als eidgenössisch konzessioniertes Transportunternehmen erbringt es auf Basis einer Personenbeförderungskonzession des Bundesamts für Verkehr (BAV) Fahrleistungen auf dem Thunersee und dem Brienzersee.

## Geschichte
Aufgenommen wurde die fahrplanmässige Dampfschifffahrt 1835 durch Johannes Knechtenhofer auf dem Thunersee und 1839 auf dem Brienzersee. Die Vereinigte Dampfschifffahrts-Gesellschaft für den Thuner- und Brienzersee (VDG) wurde 1912 von der Thunerseebahn (TSB) übernommen, die ihrerseits 1913 mit der Berner Alpenbahngesellschaft Bern–Lötschberg–Simplon (BLS) fusionierte. Die folgenden 100 Jahre wurde der Schifffahrtsbetrieb als rechtlich unselbständiger, integrierter Teil der BLS geführt, ehe er Ende 2021 aus dem Nachfolgeunternehmen BLS AG in die neu gegründete BLS Schifffahrt AG (BLS navigation SA) ausgegliedert wurde, welche weiterhin im BLS-Konzern geführt wird.

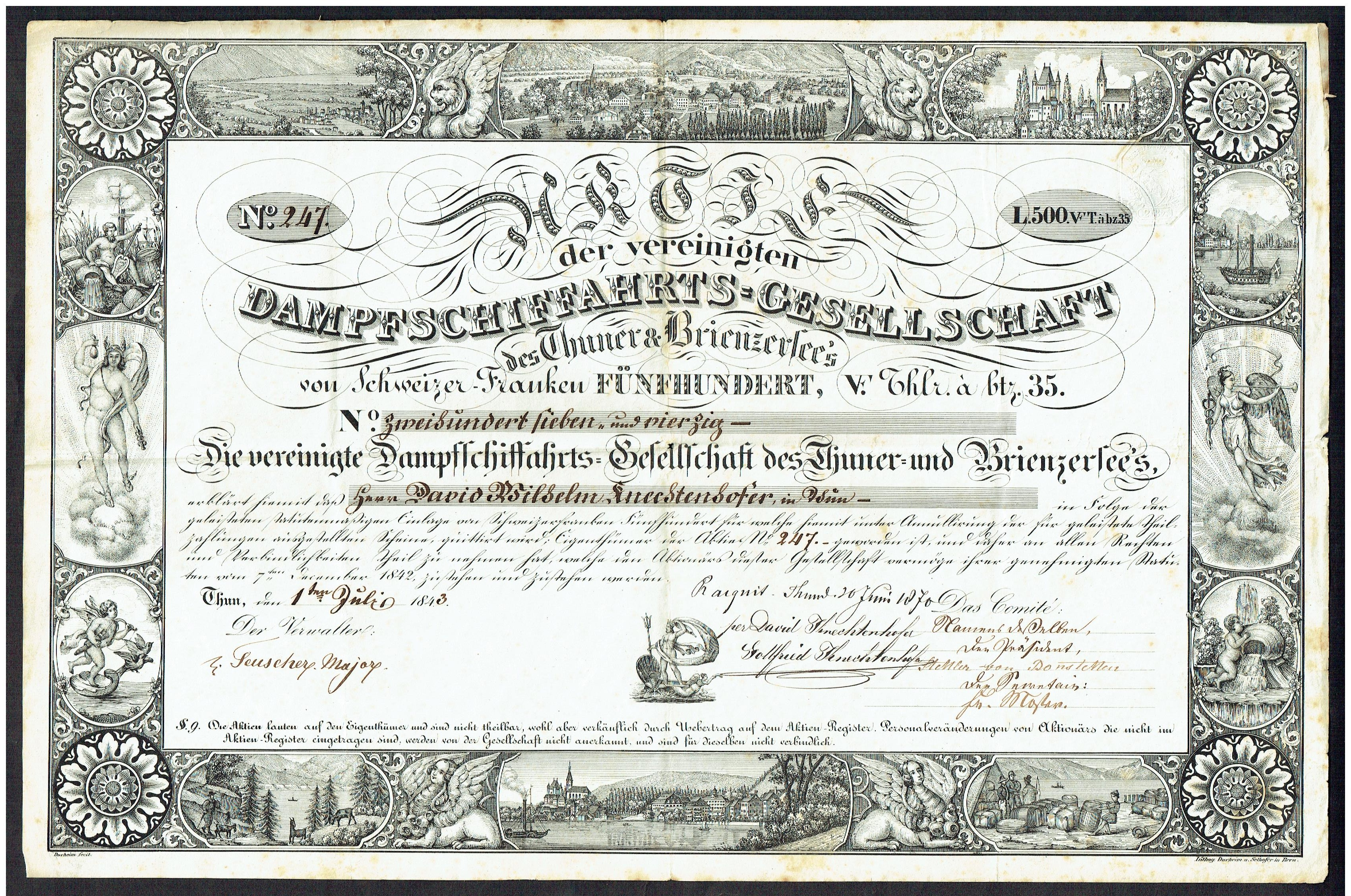
Aktie über 500 Franken der Vereinigten Dampfschiffahrts-Gesellschaft des Thuner- und Brienzersee’s vom 1. Juli 1843

Nach der Eröffnung der (linksufrigen) Thunerseebahn 1893 und der Brünigbahn-Verlängerung am Brienzersee (rechtsufrig) 1916 entfielen die Transitpassagiere weitgehend. Weil es aber am rechten Brienzerseeufer immer wieder zu Unterbrüchen der Verkehrswege durch Lawinen kam, wurden bis zur Eröffnung der linksufrigen N8 (heute A8) 1988 zwei Schiffe auch im Winter betriebsbereit gehalten. Auf dem Thunersee wurden Im Winter Seequerungen Gunten - Spiez angeboten.

## Angebot
Mittlerweile hat die Schifffahrt nur noch touristischen Charakter und fährt vorwiegend im Sommer. Die Thunerseeschiffe dienen als Zubringer zu den Beatushöhlen und der Bergbahn nach Beatenberg-Niederhorn, jene auf dem Brienzersee erschliessen die Giessbachfälle und haben in Brienz Anschluss Richtung Brünig-Luzern, Brienzer Rothorn und zum Freilichtmuseum Ballenberg. In der Saison von Mitte Mai bis Oktober werden auf beiden Seen fünf bis sieben Kurspaare angeboten.
Da die Schifffahrt auf der Aare zwischen dem Thuner- und dem Brienzersee (d. h. zwischen Interlaken West und Ost) aufgrund der Brücken und des Niveauunterschiedes nicht möglich ist, muss diese Strecke mit dem Zug, dem Bus oder zu Fuss zurückgelegt werden. Eine Kombination beider Raddampfer (Lötschberg auf dem Brienzersee und Blümlisalp auf dem Thunersee) ist im Fahrplan 2025 nur mit Start in Brienz möglich.
Auf dem Thunersee wurden die höchsten Frequenzen aller Zeiten 1971 mit 1'392'730 Passagieren und auf dem Brienzersee 1989 mit 640'150 Gästen verzeichnet. Die Nachfrage hatte ab 2003 abgenommen und teilweise wurde in der Folge auch das Angebot reduziert. 2011 wurden noch 896'000 Passagiere auf beiden Seen befördert. Infolge der Covid-19-Pandemie sank die Zahl der beförderten Passagiere 2020 auf 515'594. 2021 wurde die BLS-Schifffahrt, infolge der Covid-Ertragsausfälle, mit rund 1,3 Millionen Franken Bundes- und Kantonsgeldern unterstützt. In den folgenden Jahren konnte die Zahl der beförderten Personen wieder gesteigert werden und erreichte 2023 1'625'364 auf beiden Seen.

## Stationen

### Stationen Brienzersee

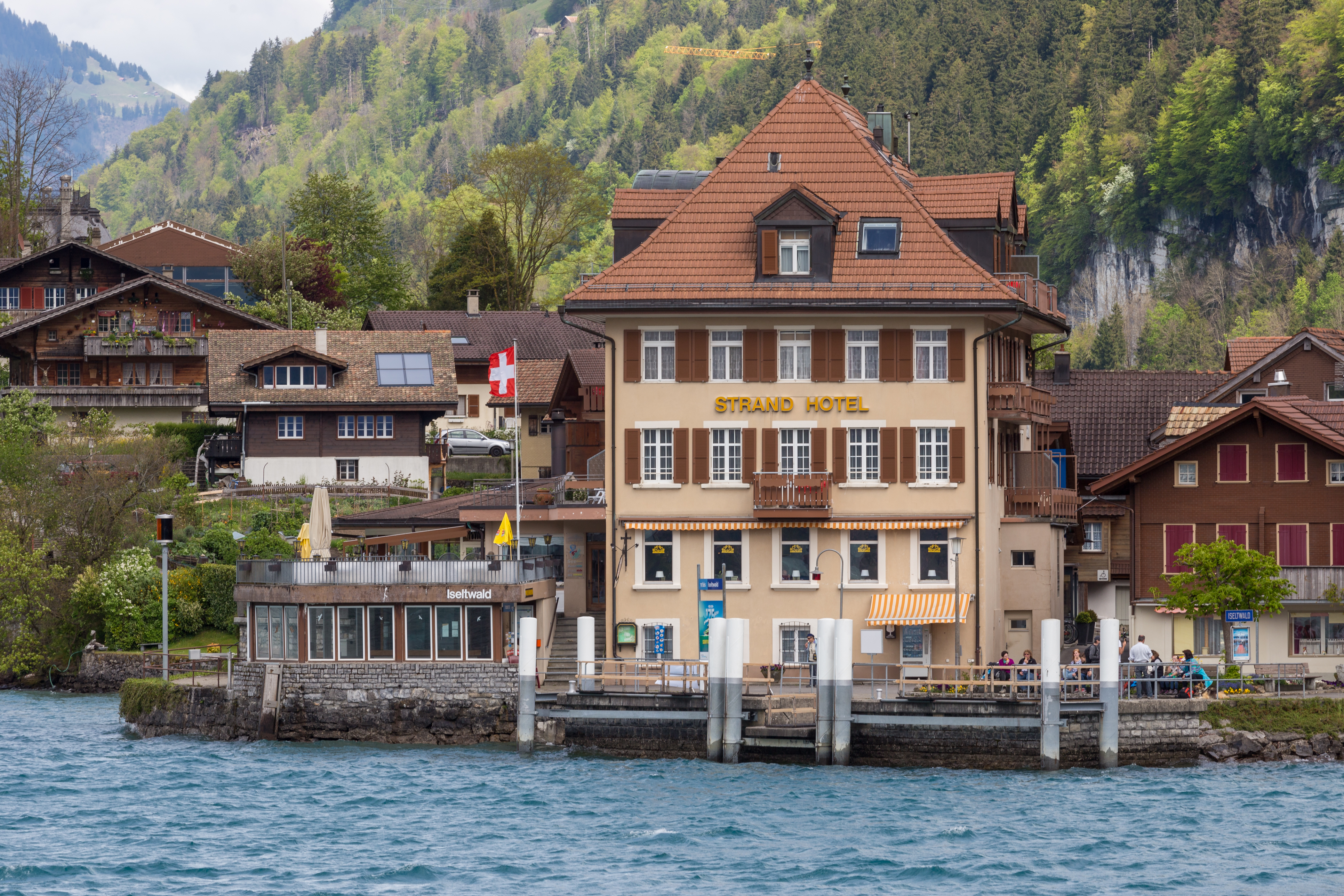
Schiffslände Iseltwald

- Brienz
- Brienz Dorf
- Giessbach
- Oberried
- Iseltwald
- Niederried
- Ringgenberg
- Bönigen
- Goldswil
- Interlaken Ost (Aare)

### Stationen Thunersee

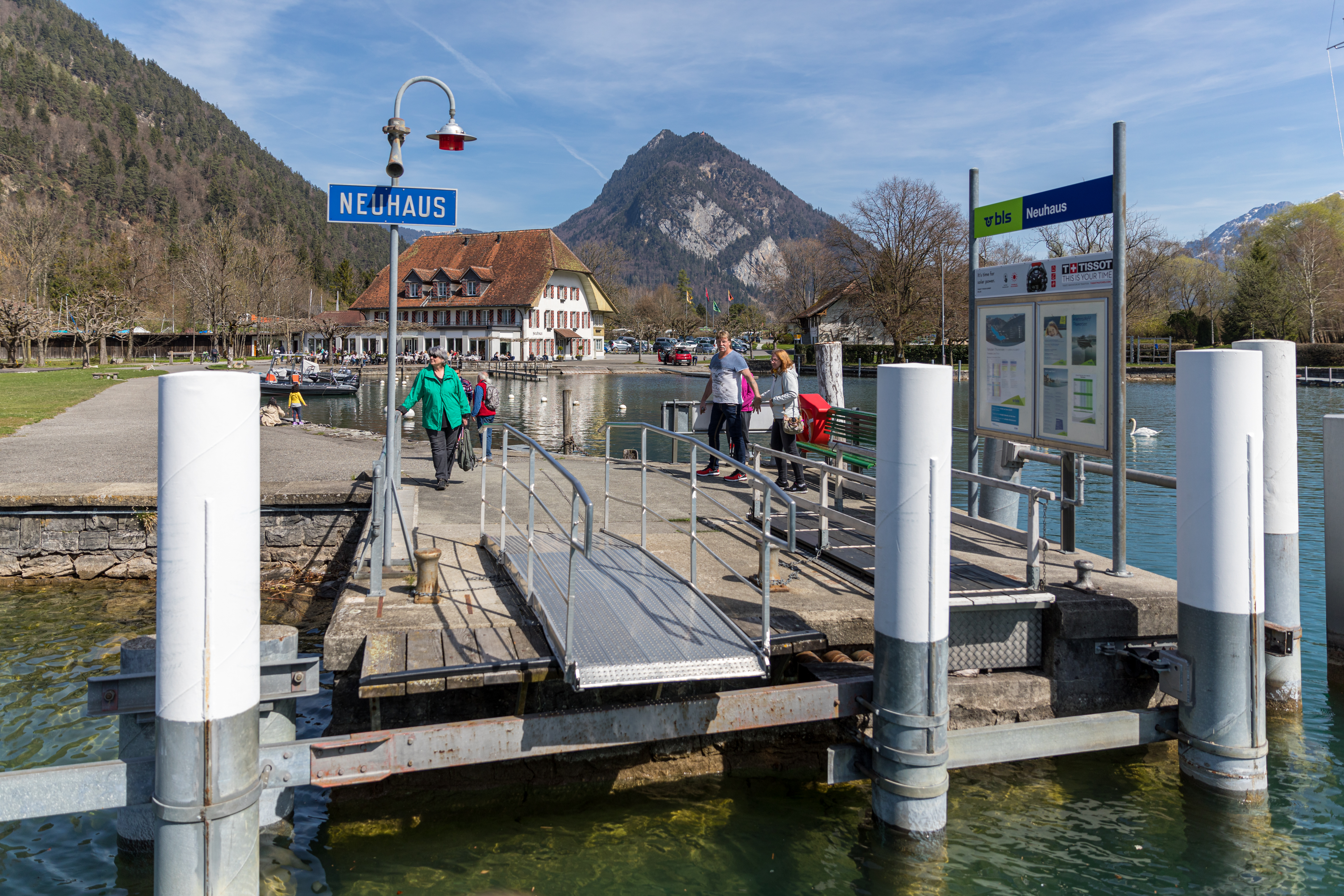
Schifflände Neuhaus

- Interlaken West (Aareschifffahrtskanal)
- Därligen (seit 2007 stillgelegt)
- Leissigen (Kurshalte nur im Sommer)
- Neuhaus (Unterseen)
- Beatushöhlen-Sundlauenen
- Beatenbucht
- Merligen
- Faulensee
- Spiez
- Gunten
- Längenschachen (Kurshalte nur auf Voranmeldung ab 6 Personen)
- Oberhofen
- Hilterfingen
- Hünibach
- Einigen
- Gwatt (Kurshalte nur im Sommer)
- Casino Thun (keine Kurshalte mehr)
- Schadau (keine Kurshalte mehr)
- Thun (Aareschifffahrtskanal)

## Flotte

### Flotte Brienzersee
| Name       | Pers. | Besatzung | Jahr | Anmerkungen                                                                   | Bild |
| ---------- | ----- | --------- | ---- | ----------------------------------------------------------------------------- | ---- |
| Lötschberg | 800   | 6 Mann    | 1914 | generalsaniert 2001                                                           | 2011 |
| Brienz     | 1000  | 4 Mann    | 1981 | tonnagemässig das grösste Schiff auf dem Brienzersee                          | 2016 |
| Jungfrau   | 700   | 3 Mann    | 1954 | erbaut für den Thunersee, auf den Brienzersee verlegt und generalsaniert 1999 | 2018 |
| Interlaken | 550   | 3 Mann    | 1956 |                                                                               | 2017 |
| Iseltwald  | 300   | 2 Mann    | 1969 | ausgemustert 2021                                                             | 2014 |
| Harder     |       |           |      | ausgemustert 2000                                                             |      |
| Rothorn    |       |           |      | ausgemustert                                                                  | 1970 |

### Flotte Thunersee
| Name            | Pers. | Besatzung | Jahr | Anmerkungen | Bild                         |
| --------------- | ----- | --------- | ---- | --- | ---------------------------- |
| Blümlisalp      | 750   | 4 Mann    | 1906 | Stilllegung 1971, generalsaniert und wieder in Betrieb genommen 1992 | 2006                         |
| Berner Oberland | 1000  | 4 Mann    | 1996 | grösstes Schiff der BLS (Rumpf), sollte mit seiner modernen Architektur 1996 ein neues Schifffahrtszeitalter einläuten | 2014                         |
| Stadt Thun      | 1100  | 4 Mann    | 1971 | generalsaniert 2004, tonnagemässig grösstes Schiff; ex Blümlisalp | 2008                         |
| Bubenberg       | 800   | 4 Mann    | 1962 | Generalsanierung voraussichtlich ca. 2013 (?) | 2019                         |
| Beatus          | 600   | 3 Mann    | 1963 | | MS Beatus in Interlaken West |
| Schilthorn      | 300   | 2/3 Mann  | 2002 | | 2019                         |
| Stockhorn       | 250   | 2 Mann    | 1974 | generalsaniert 2008 |                              |
| Spiez           | 200   | 2 Mann    | 1901 | erbaut als Schraubendampfer, Umbau zum Motorschiff 1952, provisorische Stilllegung 2008, Generalsanierung und Wiederinbetriebnahme mit neuer Dampfmaschine 2021, ältestes Schiff der BLS; das erneuerte Spiezerli ist für den Charterbetrieb vorgesehen | 1903                         |
| Stadt Bern      | 1000  | 4 Mann    | 1956 | Stilllegung 2004 wegen Überkapazität nach der Reaktivierung der Blümlisalp, wurde im Sommer 2020 in der Werft Dürrenast abgebrochen |                              |
| Oberhofen       |       |           | 1939 | als Ente als Landiboot auf dem Zürichsee in Dienst, Übernahme durch BLS 1940, Stilllegung 1999, wieder in Betrieb seit 2014 für kleine Kursfahrten und für den Charterbetrieb, ausgemustert 2021                                                        | 1952                         |
| Niederhorn      | 500   | 3 Mann    | 1959 | ausgemustert 2021 | 2014                         |
| Gunten          |       |           |      | ausgemustert 1998 |                              |
| Niesen          |       |           |      | ausgemustert 2001; seither Werkstattschiff |                              |
| Jungfrau        |       |           | 1954 | auf den Brienzersee verlegt, vgl. #Flotte Brienzersee | 1975                         |

### Flottenentwicklung seit 1990
1992 war der Thunersee-Salondampfer Blümlisalp wieder in Betrieb genommen worden. Damit verbunden waren auch die Umbenennungen der Motorschiffe von Blümlisalp in Stadt Thun und von Thun in Kyburg. Der Komfort auf den Motorschiffen wurde erhöht (zunächst vor allem Beatus und Bubenberg, deren neue Erste-Klass-Salons sich stark an der neuen «Weggis-Klasse» auf dem Vierwaldstättersee orientieren).
Ein umfassendes Flottenerneuerungsprogramm (Flottenkonzept 2000) sah vor, alle Motorschiffe, die zu jener Zeit älter als fünfzig Jahre waren (evtl. mit Ausnahme von Spiez), bis ins Jahr 2000 zu ersetzen. In einer ersten Etappe sollte ein neues Thunersee-Grossmotorschiff mit tausend Personen Tragkraft und über vierhundert Bankettplätzen (Berner Oberland) die Kyburg (ex Thun) und die in die Jahre gekommene Jungfrau ersetzen. Für die Jungfrau war eine Verlegung auf den Brienzersee mit gleichzeitiger Totalrenovation und Reduktion auf 700 Passagiere vorgesehen. Die Jungfrau sollte auf dem Brienzersee die Rothorn ersetzen. Die Inbetriebnahme der Berner Oberland verzögerte sich dann bis 1996 und jene der Jungfrau auf dem Brienzersee bis 1999. Vorgesehen war weiter, zwei bis drei Kleinschiffe auf dem Thunersee durch zwei neue Einheiten mit einer Kapazität von 200 bis 300 Personen für Extrafahrten im Sommer und Kursfahrten im Winter zu ersetzen. Nur die Schilthorn ging 2002 nach diesem Konzept in Betrieb. Gleichwohl wurden mehrere kleine Schiffe stillgelegt: Gunten (1998), Oberhofen (1999), Niesen (2001, seither Werkstattschiff) sowie Harder (Brienzersee, 2000) und schliesslich Spiez (2008, provisorisch).
Das Dampfschiff Lötschberg erhielt im Winter 2000/2001 eine umfangreiche Generalrevision mit Kesselersatz, die Kosten von über vier Millionen verursachte. Dagegen wurde das Thunersee-Motorschiff Stadt Bern seit 1998 nur noch reservemässig verwendet (wie zuvor schon während zweier Jahre die auf den Abtransport auf den Brienzersee wartende Jungfrau), da der Blümlisalp-Sonderkurs von 1992 (mit Dampfzuschlag) 1998 wieder aus dem Fahrplan gestrichen und der Dampfer einer bisherigen Motorschiff-Tour zugeteilt worden war. Für die Stadt Bern war zunächst der Umbau zu einem Zweideckschiff als Alternative für den oft an Kapazitätsgrenzen stossenden Beatus vorgesehen. Wegen rückläufiger Frequenzen (auf beiden Seen ab circa 1995) ist dieser Umbau jedoch nie realisiert und das Schiff Ende 2004 stillgelegt worden. Seither wartet es in der Werft auf den wahrscheinlichen Abbruch.
Generalsaniert wurden stattdessen die Motorschiffe Stadt Thun (2004) und Stockhorn (2008). Als Nächstes dürfte die Bubenberg folgen. Aufgrund der anhaltend schwierigen finanziellen Lage müssen diese und andere dringende Investitionen hinausgeschoben werden. Infolge der Fahrplaneinschränkungen (insbesondere Brienzersee 2007, Thunersee 2011) werden gewisse Schiffe nur noch selten eingesetzt, etwa die Niederhorn und die Interlaken.
Die Oberhofen wurde nach der Ausmusterung (1999) nach Amsterdam verkauft. 2013 kauften Kurt und Ursula Matter aus Oberhofen die Oberhofen zurück und schenkten sie der BLS, welche das Schiff im Frühjahr 2014 wieder in Betrieb nahm.